# Plectoptera rhabdota
Plectoptera rhabdota är en kackerlacksart som beskrevs av Rehn, J. A. G. och Morgan Hebard 1927. Plectoptera rhabdota ingår i släktet Plectoptera och familjen småkackerlackor. Inga underarter finns listade i Catalogue of Life.